# Lahn
Reka Lahn je 245,6 kilometrov dolg desni (ali vzhodni) pritok reke Ren v Nemčiji. Njen tok prečka zvezne dežele Severno Porenje - Vestfalija (23,0 km), Hessen (165,6 km) in Porenje - Pfalška (57,0 km).
Izvira v Rothaargebirge, najvišjem delu Sauerland. V Ren priteče v Lahnsteinu pri Koblenzu. Pomembna mesta ob Lahnu so Marburg, Giessen, Wetzlar, Limburg ob Lahnu, Weilburg in Bad Ems.
Večji pritoki so Dill, Weil in Aar. Na spodnjem toku Lahna je veliko jezov z zapornicami, ki omogočajo plovbo od njenega ustja do Runkela. Rečni čolni vozijo tudi na majhnem odseku severno od jezu v Gießenu.

## Izvir
Lahn izvira pri Lahnhofu, točneje v kraju Nenkersdorf v jugovzhodnem Severnem Porenju-Vestfaliji, v bližini meje s Hessnom. Območje izvira se nahaja ob slikoviti cesti Eisenstrasse in pešpoti Rothaarsteig.
Reka se pojavi v jugovzhodnem Rothaargebirge izpod grebena naravnega parka? Ederkopf-Lahnkopf-Rücken. Ta greben je razvodje med Renom in reko Weser, ter znotraj bodozbirnega območja Rena, na razvodju med rekama Lahn in Sieg.
Izvir se nahaja na nadmorski višini 600 metrov, jugozahodno od 624 m visokega Lahnkopfa. V bližini sta tudi izvira reke Eder (5,5 km severozahodno od Lahnhofa) in reke Sieg (3 km severno). Ker ima Sieg najkrajšo pot do Rena (na zahodu), je Lahn prvi odteče v nasprotni smeri, vzporedno z Ederjem več kilometrov.

## Potek
Lahn najprej teče v severovzhodni smeri do jugovzhodnega območja Rothaargebirge in njegovih obronkih. Od približno občine Bad Laasphe teče predvsem na vzhod.

### Zgornja dolina Lahna in poplavno območje
Odsek Lahna pod mestom Bad Laasphe je geografsko znan kot Zgornja dolina Lahn (nemščina: Ober Lahntal). Dolina štejejo za del pogorja Rothaargebirge.
Med Niederlaasphe (Bad Laasphe) in Wallauom  reka prečka mejo med Severnim Porenjem-Vestfalija in Hessnom. Nato teče v vzhodni smeri do mest Dautphetal in Lahntal. Tu se ji z desne pridružita Perf in Dautphe.
Kmalu za vasjo Caldern se greben Rothaargebirge na severu konča z Wollenbergom. Lahn zapusti Renski masiv in doseže zahodno hessensko hribovje, kjer teče po skrajnem jugu Wetschaft depresije. Kjer Wetschaft priteče v Lahn iz gozda Burgwald na severu, Lahn takoj spremeni smer za 90 ° v desno.

### Dolina Marburg-Gießen
Sedaj teče Lahn proti jugu in vstopi v dolino Marburg-Gießen. Tik pred Cölbejem v Lahn priteče z leve reka Ohm, ki je najdaljši pritok, dolg 59,7 km.
Reka se nato prebije skozi peščenjak (Marburger Rücken na zahodu in Lahnberge na vzhodu) v dolino, ki zajema celotno območje mesta Marburg in njegovih predmestjih. Postopoma se dolina razširi v Gießensko kotlino.
V Gießen, po izlivu reke Wieseck z leve, je smer Lahna od juga proti zahodu. Od leta 1960 do leta 1980 so na tem področju masovno pridobivali prod. Območje med Heuchelheimom, Lahnauom in Wetzlarjem je bilo popolnoma izkopano, nato je bil zgrajen za vodne športe primeren center z olimpijsko progo za veslanje. Jezeri Heuchelheim in Dutenhofen sta zdaj priljubljeni rekreacijski točki za okoliške regije. Organizacije za ohranjanje narave so preprečile nadaljnje izkoriščanje gramoza, zato je območje je zdaj eden največjih naravnih rezervatov v Hessnu. Jezero Dutenhofen označuje nulti kilometer za plovno pot Lahn.

### Dolina Weilburg
Za Wetzlarjem se dolina Lahn postopoma zoži in pri Leunu vstopi v dolino Weilburger. Ta pripada večji morfološki pokrajini Gießen-Koblenzer Lahntal, del gora renskega skrilavca.
V zgornjem območju doline Weilburg (v kotlini Löhnberg) so mineralni vrelci, kot slavni mineralni izvir Selters v občini Löhnberg. V spodnjem delu, kjer se reka spet obrne proti jugu, je Lahn zasidran v kanjon pod nivojem okoliškega geografskega korita.
Mesto Weilburg je ovito z izrazito rečno zanko. Vrat te zanke vodi ladje v predor, edinstven v Nemčiji. Malo pod Weilburgom priteče v Lahn reka Weil, ki izvira v Taunusu.

### Limburška kotlina
Pri Aumenau se Lahn ponovno obrne proti zahodu in vstopi v rodovitno Limburško kotlino, kjer se reka zareže do globine približno 50 metrov. Tu se reki pridružita dva pritoka Emsbach prihaja iz Taunusa in Elbbach iz Westerwalda. Na tem območju so pogosti izdanki devonskega apnenca, tako imenovani Lahnski marmor (nemško: Lahnmarmor), iz katerega je zgrajena Limburška stolnica. V Limburgu reka spet vstopi v širšo dolino.

### Spodnja dolina Lahna
Pri Fachingenu lahn zapusti Limburško kotlino in vstopi v Spodnjo dolino Lahna. Struga se zareže več kot 200 metrov globoko v pogorje Slate. V bližini Obernhofa, nasproti samostana Arnstein, v Lahn priteče Gelbach. Potem, ko obide Nassau in Bad Ems, kjer je tako kot v Fachingenu, mogoče najti mineralne vrelce (vir Emser soli), da se končno po 242 km zlije v Ren pri Lahnsteinu, pet kilometrov južno od Koblenza na nadmorski višini 61 metrov.

## Zgodovina
Območje reke Lahn je bilo naseljeno že v kameni dobi, kot je razvidno iz arheoloških najdb v bližini Dieza, v Steedenu in Wetzlarju. Nedavna odkritja v Dalheimu kažejo okoli 7000 let staro kulturo Linearne trakaste keramike. Obstajajo tudi germanska naselja, datirana okoli 1. stoletja, ki se nahajajo nad okljuki reke Lahn.
V rimski dobi so Lahn Rimljani uporabljali za oskrbo njihovih utrdb v Bad Emsu, Kastell Ems. Tukaj je Limes Germanicus na mejah Germanie Superior in Retije prečkal reko Lahn. Arheološke najdbe so znane iz Niederlahnsteina, kot tudi iz Lahnaua. Eno nahajališče v Lahnau je Waldgirmes Forum v občini Waldgirmes, ki je bil odkrit leta 1990 in je bil prizorišče rimskega mesta. Druga lokacija je Dorlar z ostanki rimskega tabora (ali Kastrum). Ta nahajališča so pomembno spremenila sedanje razumevanje zgodovine Rimljanov vzhodno od Rena in severno od Limesa.
Med obdobjem preseljevanja so Alemani naselili spodnjo dolino Lahna. Kasneje so izrinili Franke.
Izvor in pomen imena Lahn je negotov; možno je, da je predgermanska beseda. Oblika imena se je sčasoma spremenila. Pred 600 so znana imena kot Laugona, Logana, Logene ali Loyn. Najstarejša znana uporaba trenutnega črkovanja imena sega v leto 1365.
Najstarejša omemba pravice skladiščenja v Diezu sega v začetek 14. stoletja in je pokazatelj večjega ladijskega prometa na reki Lahn v tistem času. Leta 1559 je Janez VI., grof Nassau-Dillenburg določil v tovorno-vlečno pot ob spodnjem Lahnu. Leta 1606 je bil Lahn prvič poglobljen, da bi na spodnjem delu postal ploven vsaj štiri do pet mesecev v letu. Vendar pa so številni jezovi, ki so imeli samo ozke vrzeli, omogočali promet samo manjšim čolnom.
V 17. in začetku 18. stoletja je bilo več pobud sosednjih knezov za dodatno razširitev Lahna kot plovne poti, vendar zaradi pomanjkanja koordinacije pobuda ni uspela. Leta 1740 je nadškofija  Trier začela gradnjo, da bi bilo ustje Lahna sprejemljivo za večje ladje. V zimi 1753/54 so bili urejeni bregovi in ustvarjena vlečna pot po celotni dolžini spodnjega toka reke. Po tem je reka omogočala plovbo za plovila do 240 kvintalov tovora dolvodno in do 160 kvintal gorvodno.
Do konca 19. stoletja je bilo več kot 300 gradovi, utrdbe, utrjenih cerkva in podobnih zgradb zgrajenih vzdolž reke.
Novoustanovljena vojvodina Nassau je leta 1808 začela dela, da bi Lahn postal popolnoma ploven. V prvem zimskem delu leta so odsek reke od ustja do Limburga očistili plitvin. Načrtovanje je bilo na dolgi rok, vendar je bilo delo počasno. Velik del obale je bilo zavarovane le s fašinami, ki so se hitro razkrojile.
Leta 1816 sta se vojvodina Nassau in Kraljevina Prusija dogovorili za širitev Lahna od Giessena, kjer se je pridruži Velikem vojvodstvu Hessen. Malo je znanega o delu, ki je sledilo, a v letu 1825 so čolnarji na Lahnu, ki so tovorili mineralno vodo iz izvirov v Selters in Fachingen naslovili pismo Nassaua vladi v Wiesbadnu za obnovo rečnega sistema. Zdi se, da so bila  popravila in začasna dela končana po 1830-ih. Pritiski na širitev so se nadaljevali.
V letih 1857 do 1863 je bila zgrajena železniška proga (Lahntalbahn), ki je reko prečkala z devetimi večjimi mostovi in bila speljana skozi 18 predorov ob reki. Prusija in Nassau sta poskušala ohraniti ladijski promet vzdolž Lahna z znižanjem tarif. Na koncu je železniški promet prevzel tovorni promet ladijskemu. Leta 1875, 1885 in 1897 je pruska vlada obravnavala načrte za preoblikovanje Lahna v kanal, kar bi omogočilo prehod večjim ladjam, vendar ti načrti niso bili nikoli izvedeni.
Leta 1964 se je zaključila širitev Lahna za 300 tonska plovila. Leta 1981 se je tovorni ladijski promet na Lahnu končal. Danes se Lahn uporablja izključno za rekreacijske čolne.

## Turizem in gospodarstvo
Od leta 1980 se povečujejo prizadevanja za spodbujanje ekološkega turizma ob reki Lahn ter za usklajevanje in širitev obstoječe rabe. Prvo turistično združenje na državni ravni je bilo Turistično društvo Lahntal.
Skozi dolino vodi Lahntal kolesarska pot. Za pohodnike je na obeh straneh Lahna urejena pohodna pot Lahnhöhenwege iz Wetzlarja do Oberlahnsteina. Prvi delni odsek romarske poti Lahn-Camino po levi strani Lahna, vodi od Wetzlarske stolnice do Lahnsteina mimo gradu Lahneck in bolnišnične kapele.
Na reki Lahn obstaja 19 hidroelektrarn, ki se uporabljajo za proizvodnjo električne energije. V vinorodnih krajih Obernhof in Weinähr je doma vino. Vina iz regije Lahn se tržijo pod blagovno znamko Lahntal kot srednje renska vina.

## Rastlinstvo in živalstvo
Leta 1999 je bila reka Lahn razvrščena v biološki razred II in kemijski razred I. Na splošno se zdi naravno. Za migracije rib, kot so losos, so ovira jezovi in vodostaj, vendar so bili narejeni poskusi s postavitvijo ribjih lestev ponovno uvesti prej avtohtone ribe. Po koncu odvzema proda  sredi 1990-ih, se je reka med kraji Lahnau, Heuchelheim in Dutenhofen (od Wetzlar) v srednji dolini Lahn razvila v eno največjih naravnih rezervatov v Hessnu, znanem kot Lahnau Nature Preserve.

## Galerija
- Lahn pri Buchenau v Dautphetal
- Lahn v Limburgu
- Labodi na Lahnu
- Lahn pri Runkelu
- Lahn pri Marburgu
- Lahn pri Diezu